# Gare de Hundling
Gare de Hundling vasútállomás Franciaországban, Hundling településen.

## Vasútvonalak
Az állomást az alábbi vasútvonalak érintik:
- Haguenau–Hargarten - Falck-vasútvonal

## Kapcsolódó állomások
A vasútállomáshoz az alábbi állomások vannak a legközelebb:
- Gare de Farschviller
- Gare de Sarreguemines
- Diebling railway station